# Koczarki
Koczarki (deutsch Kotzargen, 1929 bis 1945 Eichhöhe) ist ein polnisches Dorf in der Woiwodschaft Ermland-Masuren in der Gmina Kętrzyn (Landgemeinde Rastenburg).

## Geographie
Koczarki ist einer von 23 Ortsteilen der Landgemeinde Kętrzyn. Verwaltungssitz ist die gleichnamige Stadt Kętrzyn (Rastenburg), die als eigenständige Stadtgemeinde der Landgemeinde aber nicht angehört. Koczarki liegt 13 Kilometer südöstlich von Kętrzyn. Das Dorf liegt etwa 40 Kilometer südlich der Staatsgrenze Polens zur russischen Oblast Kaliningrad.

## Geschichte
Ab 1874 gehörte die Landgemeinde Kotzargen und auch der Gutsbezirk Kotzargen zum Amtsbezirk Budzisken Nr. 2 und ab 1908 zum Amtsbezirk Budzisken (polnisch Budziska). 1928 wurde der Gutsbezirk Kotzargen in die Landgemeinde Kotzargen eingegliedert.
Aufgrund der Bestimmungen des Versailler Vertrags stimmte die Bevölkerung in den Volksabstimmungen in Ost- und Westpreußen am 11. Juli 1920 über die weitere staatliche Zugehörigkeit zu Ostpreußen (und damit zu Deutschland) oder den Anschluss an Polen ab. In Kotzargen stimmten 260 Einwohner für den Verbleib bei Ostpreußen, auf Polen entfielen keine Stimmen.
1929 erfolgte die Umbenennung der Landgemeinde Kotzargen in „Eichhöhe“ und 1932 die Umbenennung des Amtsbezirks Budzisken in Wachau.